# Vladimír Ježek
Vladimír Ježek, křtěný Vladimír Jan Jiří (18. února 1887 Praha – 11. ledna 1968 Praha) byl český architekt, známý především funkcionalistickými stavbami v Praze.

## Život

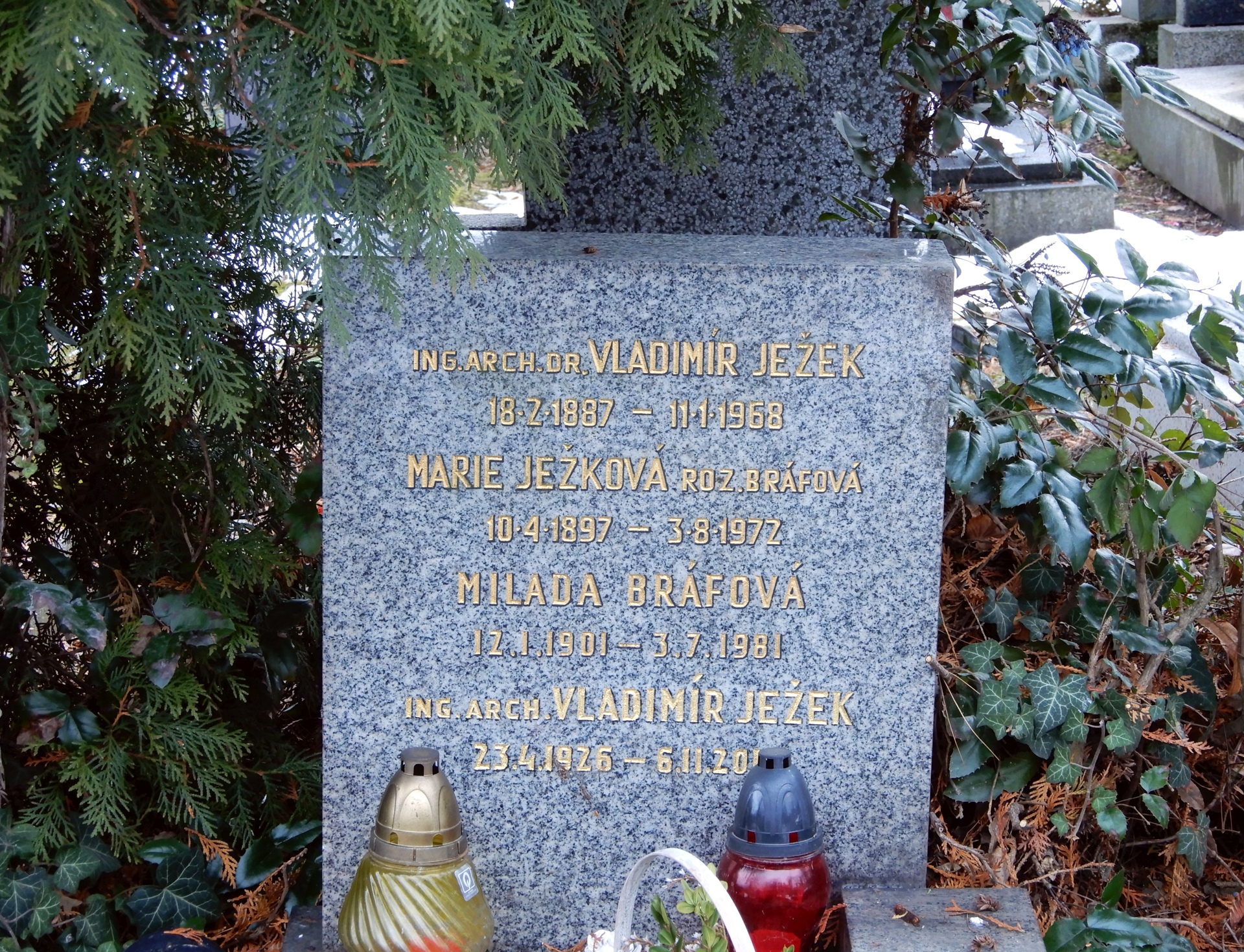
Rodinný hrob ve Střešovicích

Narodil se v Praze a Novém Městě do rodiny architekta a stavitele Karla Ježka a jeho ženy Marie roz. Bráfové. V letech 1905–1911 vystudoval architekturu na ČVUT v Praze, kde byl žákem prof. Josefa Schulze. Od poloviny dvacátých let 20. století provozoval společný architektonický ateliér s architektem Oktávem Koutským. Navrhoval puristické a funkcionalistické stavby.
Oženil se s Marií Bráfovou (1897–1972), s níž měl syna Vladimíra Ježka (1926–2011), který byl rovněž architektem. Bydleli ve Střešovicích. Jsou pohřbeni na Střešovickém hřbitově.

## Projekty a realizace
- Třetí budova Nové radnice (spolupráce arch. Oktáv Koutský), Nám. Franze Kafky čp. 16/I, Praha 1 – Staré Město (1926–1928)
- Budova spořitelny, nyní sídlo Komerční banky; (spolupráce arch. František Albert Libra), Široká ulice čp. 83, Chrudim (1929)
- Nájemní dům (spolupráce arch. Oktáv Koutský), Wolkerova ulice čp. 585/XIX, Praha 6 – Bubeneč (1929)
- Nájemní dům (spolupráce arch Oktáv Koutský), Thámova ulice čp. 133/X, Praha 8 – Karlín (1930–1931)
- Stadion a hala AC Sparta na Letné (spolupráce arch. Aleš Bořkovec), třída Milady Horákové, Praha 7 – Bubeneč, (1962)
- Sídliště Lhotka, (spolupráce arch. Aleš Bořkovec)
- Sídliště Nové Malešice, včetně hotelu A&O Rhea, dříve Forthuna Rhea, (spolupráce arch. Aleš Bořkovec) (60. a 70. léta)